# Pisky-Brücke
Die Pisky-Brücke (ukrainisch Піски Залізничний міст) ist eine Eisenbahnbrücke über den Südlichen Bug in der südukrainischen Oblast Mykolajiw. Sie ist die letzte Eisenbahnbrücke über den Fluss vor dessen Mündung in den Dnepr-Bug-Liman am Schwarzen Meer.
Die Brücke entstand 1944 beim Bau der Eisenbahn Mykolajiw–Kolosiwka, einer Strategischen Bahn, die eine kurze Verbindung zwischen den südostukrainischen Regionen am Dnepr, am Asowschen Meer und auf der Krim und der Hafenstadt Odessa sowie Rumänien herstellte. Vorher bestand von den östlichen Gebieten der Ukrainischen Sozialistischen Sowjetrepublik nach Odessa und in die Donauregion nur eine Bahnverbindung, die etwa 200 km weiter nördlich verlief.
Die Pisky-Brücke überquert das 1,5 km breite Flusstal zwischen der Ortschaft Pisky (südlich von Nowa Odessa) im Osten, am linken Ufer des Südlichen Bug, und Trykhaty im Westen und rechts vom Fluss. Auf der Ostseite erreicht die von der Oblasthauptstadt Mykolajiw kommende Bahnstrecke die Brücke in einer weiten Linkskurve und führt auf einem kurzen Damm zum 370 m langen ersten Brückenteil aus Fachwerk, der mit vier Öffnungen das offene Gewässer mit dem Fahrwasser der Binnenschifffahrt überquert. Daran schließt gegen Westen als zweiter Brückenabschnitt ein 750 m langer Stahlviadukt mit 32 Abschnitten aus Stützen und kurzen Tragelementen an, der über die Aue und das Vorland mit einem Feuchtgebiet zu einem langen Bahndamm führt. Westlich des Dammes gewinnt die Bahnstrecke in einem Einschnitt und mit zwei Kurven die Anhöhe bei der Zementfabrik Olschanske, die einen Bahnanschluss hat.
Die Strecke wird von der ukrainischen Bahngesellschaft Ukrsalisnyzja bewirtschaftet. Sie dient dem Personenverkehr sowie dem Schienengüterverkehr im Süden der Ukraine.
Im Krieg Russlands gegen die Ukraine im Frühjahr 2022 gehörte die Brücke von Pisky mit der Warwariwka-Straßenbrücke in Mykolajiw zu den strategischen Zielen des geplanten Angriffs von der Krim nach Odessa. Russischen Truppen, die östlich der Pisky-Brücke bis nach Wosnessensk vorstießen und dort am 2. März 2022 zurückgeschlagen wurden, gelang es nicht, die Eisenbahnbrücke einzunehmen.